# Albo d'oro del campionato turco di calcio
La pagina racchiude l'albo d'oro delle squadre vincitrici dei campionati turchi di calcio.

## Albo d'oro
- 1956-1957  Beşiktaş (1)
- 1957-1958  Beşiktaş (2)

### Milli Lig (1959-1963)
| Anno      | Vincitore       | Secondo posto | Terzo posto | Capocannoniere                         |
| --------- | --------------- | ------------- | ----------- | -------------------------------------- |
| 1959      | Fenerbahçe (1)  | Galatasaray   |             | Metin Oktay (Galatasaray, 11 reti)     |
| 1959-1960 | Beşiktaş (3)    | Fenerbahçe    | Galatasaray | Metin Oktay (Galatasaray, 33 reti)     |
| 1960-1961 | Fenerbahçe (2)  | Galatasaray   | Beşiktaş    | Metin Oktay (Galatasaray, 36 reti)     |
| 1961-1962 | Galatasaray (1) | Fenerbahçe    | Beşiktaş    | Fikri Elma (Ankara Demirspor, 21 reti) |
| 1962-1963 | Galatasaray (2) | Beşiktaş      | Fenerbahçe  | Metin Oktay (Galatasaray, 38 reti)     |

### Türkiye 1.Lig (1963-2005)
| Anno      | Vincitore        | Secondo posto | Terzo posto    | Capocannoniere                                                              |
| --------- | ---------------- | ------------- | -------------- | --------------------------------------------------------------------------- |
| 1963-1964 | Fenerbahçe (3)   | Beşiktaş      | Galatasaray    | Güven Önüt (Beşiktaş, 19 reti)                                              |
| 1964-1965 | Fenerbahçe (4)   | Beşiktaş      | Galatasaray    | Metin Oktay (Galatasaray, 17 reti)                                          |
| 1965-1966 | Beşiktaş (4)     | Galatasaray   | Gençlerbirliği | Ertan Adatepe (Ankaragücü, 18 reti)                                         |
| 1966-1967 | Beşiktaş (5)     | Fenerbahçe    | Galatasaray    | Ertan Adatepe (Ankaragücü, 18 reti)                                         |
| 1967-1968 | Fenerbahçe (5)   | Beşiktaş      | Galatasaray    | Fevzi Zemzem (Göztepe, 17 reti)                                             |
| 1968-1969 | Galatasaray (3)  | Eskişehirspor | Beşiktaş       | Metin Oktay (Galatasaray, 17 reti)                                          |
| 1969-1970 | Fenerbahçe (6)   | Eskişehirspor | Altay          | Fethi Heper (Eskişehirspor, 13 reti)                                        |
| 1970-1971 | Galatasaray (4)  | Fenerbahçe    | Göztepe        | Ogün Altıparmak (Fenerbahçe, 16 reti)                                       |
| 1971-1972 | Galatasaray (5)  | Eskişehirspor | Fenerbahçe     | Fethi Heper (Eskişehirspor, 20 reti)                                        |
| 1972-1973 | Galatasaray (6)  | Fenerbahçe    | Eskişehirspor  | Osman Arpacioglu (Fenerbahçe, 16 reti)                                      |
| 1973-1974 | Fenerbahçe (7)   | Beşiktaş      | Boluspor       | Cemil Turan (Fenerbahçe, 14 reti)                                           |
| 1974-1975 | Fenerbahçe (8)   | Galatasaray   | Eskişehirspor  | Ömer Kaner (Eskişehirspor, 14 reti)                                         |
| 1975-1976 | Trabzonspor (1)  | Fenerbahçe    | Galatasaray    | Cemil Turan (Fenerbahçe, 14 reti)                                           |
| 1976-1977 | Trabzonspor (2)  | Fenerbahçe    | Altay          | Necmi Perekli (Trabzonspor, 18 reti)                                        |
| 1977-1978 | Fenerbahçe (9)   | Trabzonspor   | Galatasaray    | Ali Osman Renkliboy (Ankaragücü, 17 reti) Cemil Turan (Fenerbahçe, 14 reti) |
| 1978-1979 | Trabzonspor (3)  | Galatasaray   | Fenerbahçe     | Özer Umdu (Adanaspor, 15 reti)                                              |
| 1979-1980 | Trabzonspor (4)  | Fenerbahçe    | Zonguldakspor  | Mustafa Denizli (Altay, 12 reti) Bahtiyar Yorulmaz (Bursaspor, 12 reti)     |
| 1980-1981 | Trabzonspor (5)  | Adanaspor     | Galatasaray    | Bora Öztürk (Adanaspor, 15 reti)                                            |
| 1981-1982 | Beşiktaş (6)     | Trabzonspor   | Fenerbahçe     | Selçuk Yula (Fenerbahçe, 16 reti)                                           |
| 1982-1983 | Fenerbahçe (10)  | Trabzonspor   | Galatasaray    | Selçuk Yula (Fenerbahçe, 19 reti)                                           |
| 1983-1984 | Trabzonspor (6)  | Fenerbahçe    | Galatasaray    | Tarik Hodzic (Galatasaray, 20 reti)                                         |
| 1984-1985 | Fenerbahçe (11)  | Beşiktaş      | Trabzonspor    | Aykut Yigit (Sakaryaspor, 20 reti)                                          |
| 1985-1986 | Beşiktaş (7)     | Galatasaray   | Samsunspor     | Tanju Çolak (Samsunspor, 33 reti)                                           |
| 1986-1987 | Galatasaray (7)  | Beşiktaş      | Samsunspor     | Tanju Çolak (Samsunspor, 25 reti)                                           |
| 1987-1988 | Galatasaray (8)  | Beşiktaş      | Malatyaspor    | Tanju Çolak (Galatasaray, 39 reti)                                          |
| 1988-1989 | Fenerbahçe (12)  | Beşiktaş      | Galatasaray    | Aykut Kocaman (Fenerbahçe, 29 reti)                                         |
| 1989-1990 | Beşiktaş (8)     | Fenerbahçe    | Trabzonspor    | Feyyaz Uçar (Beşiktaş, 28 reti)                                             |
| 1990-1991 | Beşiktaş (9)     | Galatasaray   | Trabzonspor    | Tanju Çolak (Galatasaray, 31 reti)                                          |
| 1991-1992 | Beşiktaş (10)    | Fenerbahçe    | Galatasaray    | Aykut Kocaman (Fenerbahçe, 25 reti)                                         |
| 1992-1993 | Galatasaray (9)  | Beşiktaş      | Trabzonspor    | Tanju Çolak (Fenerbahçe, 27 reti)                                           |
| 1993-1994 | Galatasaray (10) | Fenerbahçe    | Trabzonspor    | Bülent Uygun (Fenerbahçe, 22 reti)                                          |
| 1994-1995 | Beşiktaş (11)    | Trabzonspor   | Galatasaray    | Aykut Kocaman (Fenerbahçe, 27 reti)                                         |
| 1995-1996 | Fenerbahçe (13)  | Trabzonspor   | Beşiktaş       | Shota Arveladze (Trabzonspor, 27 reti)                                      |
| 1996-1997 | Galatasaray (11) | Beşiktaş      | Fenerbahçe     | Hakan Şükür (Galatasaray, 38 reti)                                          |
| 1997-1998 | Galatasaray (12) | Fenerbahçe    | Trabzonspor    | Hakan Şükür (Galatasaray, 32 reti)                                          |
| 1998-1999 | Galatasaray (13) | Beşiktaş      | Fenerbahçe     | Hakan Şükür (Galatasaray, 19 reti)                                          |
| 1999-2000 | Galatasaray (14) | Beşiktaş      | Gaziantepspor  | Serkan Aykut (Samsunspor, 30 reti)                                          |
| 2000-2001 | Fenerbahçe (14)  | Galatasaray   | Gaziantepspor  | Okan Yılmaz (Bursaspor, 23 reti)                                            |
| 2001-2002 | Galatasaray (15) | Fenerbahçe    | Beşiktaş       | İlhan Mansız (Beşiktaş, 21 reti) Arif Erdem (Galatasaray, 21 reti)          |
| 2002-2003 | Beşiktaş (12)    | Galatasaray   | Gençlerbirliği | Okan Yılmaz (Bursaspor, 24 reti)                                            |
| 2003-2004 | Fenerbahçe (15)  | Trabzonspor   | Beşiktaş       | Zafer Biryol (Konyaspor, 25 reti)                                           |
| 2004-2005 | Fenerbahçe (16)  | Trabzonspor   | Galatasaray    | Fatih Tekke (Trabzonspor, 31 reti)                                          |

### Süper Lig (2005-)
| Anno      | Vincitore               | Secondo posto       | Terzo posto         | Capocannoniere                           |
| --------- | ----------------------- | ------------------- | ------------------- | ---------------------------------------- |
| 2005-2006 | Galatasaray (16)        | Fenerbahçe          | Beşiktaş            | Gökhan Ünal (Kayserispor, 25 reti)       |
| 2006-2007 | Fenerbahçe (17)         | Beşiktaş            | Galatasaray         | Alex (Fenerbahçe, 19 reti)               |
| 2007-2008 | Galatasaray (17)        | Fenerbahçe          | Beşiktaş            | Semih Şentürk (Fenerbahçe, 17 reti)      |
| 2008-2009 | Beşiktaş (13)           | Sivasspor           | Trabzonspor         | Milan Baroš (Galatasaray, 20 reti)       |
| 2009-2010 | Bursaspor (1)           | Fenerbahçe          | Galatasaray         | Ariza Makukula (Kayserispor, 21 reti)    |
| 2010-2011 | Fenerbahçe (18)         | Trabzonspor         | Bursaspor           | Alex (Fenerbahçe, 28 reti)               |
| 2011-2012 | Galatasaray (18)        | Fenerbahçe          | Trabzonspor         | Burak Yılmaz (Trabzonspor, 32 reti)      |
| 2012-2013 | Galatasaray (19)        | Fenerbahçe          | Beşiktaş            | Burak Yılmaz (Galatasaray, 23 reti)      |
| 2013-2014 | Fenerbahçe (19)         | Galatasaray         | Beşiktaş            | Aatif Chahechouhe (Sivasspor, 17 reti)   |
| 2014-2015 | Galatasaray (20)        | Fenerbahçe          | Beşiktaş            | Fernandão (Bursaspor, 22 reti)           |
| 2015-2016 | Beşiktaş (14)           | Fenerbahçe          | Konyaspor           | Mario Gómez (Beşiktaş, 26 reti)          |
| 2016-2017 | Beşiktaş (15)           | İstanbul Başakşehir | Fenerbahçe          | Vágner Love (Alanyaspor, 23 reti)        |
| 2017-2018 | Galatasaray (21)        | Fenerbahçe          | İstanbul Başakşehir | Bafétimbi Gomis (Galatasaray, 29 reti)   |
| 2018-2019 | Galatasaray (22)        | İstanbul Başakşehir | Beşiktaş            | Mbaye Diagne (Galatasaray, 30 reti)      |
| 2019-2020 | İstanbul Başakşehir (1) | Trabzonspor         | Beşiktaş            | Alexander Sørloth (Trabzonspor, 24 reti) |
| 2020-2021 | Beşiktaş (16)           | Galatasaray         | Fenerbahçe          | Aaron Boupendza (Hatayspor, 22 reti)     |
| 2021-2022 | Trabzonspor (7)         | Fenerbahçe          | Konyaspor           | Umut Bozok (Kasımpaşa, 20 reti)          |
| 2022-2023 | Galatasaray (23)        | Fenerbahçe          | Beşiktaş            | Enner Valencia (Fenerbahçe, 29 reti)     |
| 2023-2024 | Galatasaray (24)        | Fenerbahçe          | Trabzonspor         | Mauro Icardi (Galatasaray, 25 reti)      |

## Titoli per squadra
| Club                | Titoli | Stagioni |
| ------------------- | ------ | --- |
| Galatasaray         | 24     | 1961-1962, 1962-1963, 1968-1969, 1970-1971, 1971-1972, 1972-1973, 1986-1987, 1987-1988, 1992-1993, 1993-1994, 1996-1997, 1997-1998, 1998-1999, 1999-2000, 2001-2002, 2005-2006, 2007-2008, 2011-2012, 2012-2013, 2014-2015, 2017-2018, 2018-2019, 2022-2023, 2023-2024, 2024-2025 |
| Fenerbahçe          | 19     | 1959, 1960-1961, 1963-1964, 1964-1965, 1967-1968, 1969-1970, 1973-1974, 1974-1975, 1977-1978, 1982-1983, 1984-1985, 1988-1989, 1995-1996, 2000-2001, 2003-2004, 2004-2005, 2006-2007, 2010-2011, 2013-2014                                                                        |
| Beşiktaş            | 16     | 1957, 1958, 1959-1960, 1965-1966, 1966-1967, 1981-1982, 1986-1987, 1989-1990, 1990-1991, 1991-1992, 1994-1995, 2002-2003, 2008-2009, 2015-2016, 2016-2017, 2020-2021 |
| Trabzonspor         | 7      | 1975-1976, 1976-1977, 1978-1979, 1979-1980, 1980-1981, 1983-1984, 2021-2022 |
| Bursaspor           | 1      | 2009-2010 |
| İstanbul Başakşehir | 1      | 2019-2020 |